# Macrocybe lobayensis
Macrocybe lobayensis är en svampart som först beskrevs av Roger Heim, och fick sitt nu gällande namn av Pegler & Lodge 1998. Macrocybe lobayensis ingår i släktet Macrocybe och familjen Tricholomataceae.   Inga underarter finns listade i Catalogue of Life.